# Ernst-Reuter-Platz

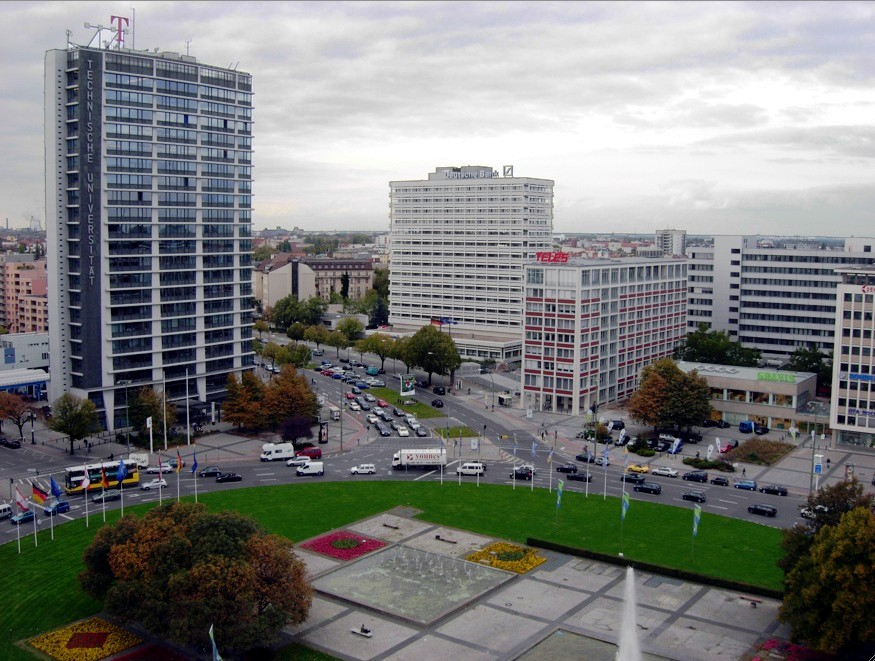
Ernst-Reuter-Platz.

Ernst-Reuter-Platz är ett torg och en trafikknutpunkt i stadsdelen Charlottenburg i västra Berlin.

## Historia

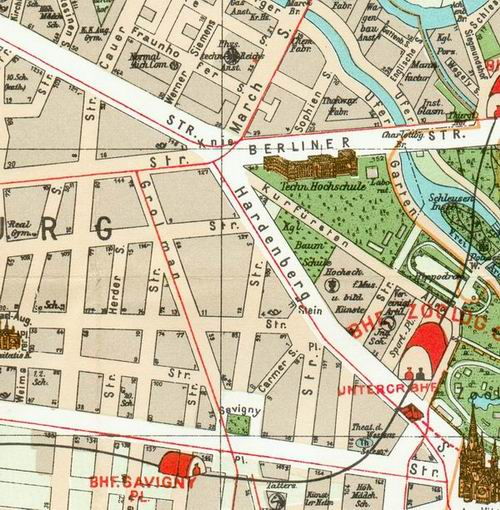
Knie och omgivande kvarter på en karta över Berlin från 1902, innan dagens cirkulationsplats anlades.

Ernst-Reuter-Platz bär sitt namn efter Västberlins borgmästare Ernst Reuter (1889–1953). Ursprungligen uppstod trafikknutpunkten under 1700-talet som den korsning där den stora paradgatan västerut från Berlins stadsslott via Brandenburger Tor böjer av norrut i riktning mot Charlottenburgs slott. Fram till 1953 hette platsen Knie, men döptes om till minne av Ernst Reuter fyra dagar efter hans död. Efter andra världskriget skapades dagens stora cirkulationsplats som ska symbolisera demokrati och öppenhet. Bland annat fontänen i mitten med grönytor ska symbolisera detta.

## Ernst-Reuter-Platz idag

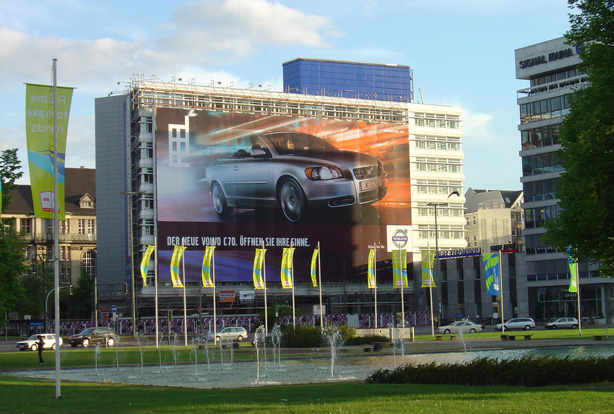
Ernst-Reuter-Platz med bassäng och fontän.

Den centrala gräsrondellen med fontänen är helt omgiven av en cirkulationsplats. Till den centrala fontänen tar man sig därför via tunnelbanenedgången till U2 och följer skylten Zur Mittelinsel. På grund av det isolerade läget var parken dåligt utnyttjad och förföll under 1990-talet, men har under 2000-talet rustats upp. Platsen omgärdas av kontorsbyggnader och Technische Universität Berlins byggnader, bl.a. f.d. Telefunkenhochhaus.
Ernst-Reuter-Platz är en viktig trafikpunkt genom den stora cirkulationsplatsen som binder samman Hardenbergstrasse, Straße des 17. Juni, Marchstrasse, Otto-Suhr-Allee och Bismarckstrasse.

## Kommunikationer
| Linje | Station            |  |  |  |
| U2    | Ernst-Reuter-Platz |  |  |  |